# نسرین افضلی
نسرین افضلی (زاده ۱۳۵۷ در تهران) ، پژوهشگر مطالعات زنان، و فمینیست است. او به دلیل شرکت در تجمع فعالان زنان در اسفند ۱۳۸۵ بازداشت شد.
نسرین افضلی از اعضای وبگاه‌های زنان ایرانی، میدان زنان و سردبیر سایت فمینیسم روزمره است.

## زندگی‌نامه
افضلی که فعالیت دانشجویی را در دورهٔ اصلاحات آغاز کرده بود، پس از آشنایی با گروه‌های فمینیستی، به فعالیت در حوزهٔ زنان علاقه‌مند شد
او در ۱۳ اسفند ۱۳۸۵ در مقابل دادگاه انقلاب تهران، به همراه بیش از سی نفر از فعالان جنبش زنان ایران که در حمایت از پروین اردلان، نوشین احمدی خراسانی، سوسن طهماسبی، فریبا داوودی مهاجر و شهلا انتصاری مقابل این دادگاه تجمع کرده بودند، دستگیر شد که همگی آنان طی چند روز آزاد شدند. افضلی در حکم بدوی دادگاه به اتهام اخلال در نظم عمومی محاکمه و به شش ماه حبس تعلیقی و ده ضربهٔ شلاق محکوم شد.